# 신상도
신상도(1969년 ~ )는 대한민국의 의사, 응급의학자, 교수이다.

## 경력
- 2012 ~ 현재 : Emory University School of Public Health 방문연구원
- 2011 ~ 현재 : 서울대학교병원 의생명연구원 응급의료연구실 책임교수
- 2011 ~ 현재 : 서울대학교병원 공공의료사업단 응급의료교육센터 책임교수
- 2010 ~ 현재 : 서울대학교 의과대학 부교수
- 2008 ~ 현재 : 서울대학교 의학연구원 의료관리학연구소 객원연구원
- 2005 ~ 현재 : 서울대학교병원 조교수
- 2004 ~ 2005 : 보라매병원 조교수

## 학회 활동
- 2010.03 ~ 2011.12 : 대한재난의학회 이사
- 2010.01 ~ 2012.07 : 대한응급의료지도의사협의회 이사
- 2009.08 ~ 2011.07 : 대한화상학회 이사
- 2009.06 ~ 2011.05 : Asian EMS Council 회장

## 학력
- 2001. 03 ~ 2003. 08 : 강원대학교 의과대학원 의학박사
- 1996. 03 ~ 2000. 02 : 서울대학교 보건대학원 보건학석사
- 1988. 03 ~ 1995. 02 : 서울대학교 의과대학 의학과

## 저서
- 전문응급구조학 (공동번역)
- 응급의학(공저)
- 최신응급의학(공저)